# NGC 526B
NGC 526B is een lensvormig sterrenstelsel in het sterrenbeeld Beeldhouwer. Het hemelobject ligt 241 miljoen lichtjaar (74 × 106 parsec) van de Aarde verwijderd en werd op 1 september 1834 ontdekt door de Britse astronoom John Herschel. Het bevindt zich vlak bij NGC 526A.

## Synoniemen
- GC 309
- 2MASX J01235705-3504095
- ESO 352-66
- h 2408
- MCG -06-04-020
- PGC 5135
- AM 0121-351